# Marian Promiński
Marian Promiński (ur. 15 sierpnia 1908 w miejscowości Turka nad Stryjem, zm. 20 stycznia 1971 w Krakowie) – polski poeta, prozaik, eseista, krytyk filmowy i literacki, autor sztuk scenicznych oraz tłumacz literatury anglosaskiej.

## Życiorys
Ukończył studia na Wydziale Humanistycznym (filozofię) na Uniwersytecie Jana Kazimierza we Lwowie, studiował również na Wydziale Prawa Uniwersytetu Jana Kazimierza oraz na Katolickim Uniwersytecie Lubelskim. Debiutował jako poeta na łamach dziennika lwowskiego "Słowo Polskie". Był jednym z założycieli lwowskiego miesięcznika "Sygnały" i jego współpracownikiem. Był prelegentem w Polskim Radiu Lwów, gdzie także, w ramach audycji Poezja Młodego Lwowa, czytane były również jego wiersze. W 1935 roku ogłosił swój pierwszy tom opowiadań Róże w betonie.
W latach 1939–1945 był administratorem domów we Lwowie. Po przymusowym wysiedleniu wraz z innymi Polakami ze Lwowa, w latach 1945-1949 mieszkał w Koszalinie, gdzie był kierownikiem Spółdzielni Wydawniczej „Czytelnik”. Od 1949 roku mieszkał w Krakowie. W 1953 podpisał rezolucję ZLP w sprawie procesu krakowskiego. W 1961 roku otrzymał nagrodę miasta Krakowa. W 1977 Wydawnictwo Literackie pośmiertnie opublikowało zbiór jego prac krytycznoliterackich Świat w stylach literackich.

## Wybrana twórczość literacka
- Twarze przed lustrem
- Opowieści sportowe
- Cyrk pryjechał
- Pocztą lotniczą
- Salamandra
- Sąd nie śpi
- Atrament i krew
- Król nie żyje, niech żyje król
- Portret królowej Haczepsut
- Igraszki z klepsydrą
- Sezon w górach jowiszowych
- Marynarze
- Druga Modrzejewska
- Bardzo długa podróż